# Fahrenheit (album)
Fahrenheit is het zesde studioalbum van de band Toto, uitgegeven in 1986. Van dit album werden Till The End, Without Your Love en I'll Be Over You populair. Fergie Frederiksen was nu ook uit de band doordat ze moeilijke studio opnames met hem hadden. Joseph Williams was nu de leadzanger. Verschillende gastmuzikanten spelen op één of meerdere nummers op het album, waaronder Miles Davis (trompet op "Don't stop me now"), David Sanborn (saxofoon op "Fahrenheit", "Lea", en "Don't stop me now"), en Tom Scott (saxofoon op "Fahrenheit").

## Musici
- David Paich - Toetsen en zang;
- Steve Lukather - Gitaar en zang;
- Jeff Porcaro - Slagwerk;
- Steve Porcaro - Toetsen;
- Mike Porcaro - Basgitaar;
- Joseph Williams - Zang.

## Composities
1. Till the End
2. We Can Make It Tonight
3. Without Your Love
4. Can't Stand It Any Longer
5. I'll Be Over You (ft. Michael McDonald)
6. Fahrenheit
7. Somewhere Tonight
8. Could This Be Love
9. Lea
10. Don't Stop Me Now